# Вера Хуарез
Др Вера Хуарез (енгл. Vera Juarez) измишљени је лик у британској научнофантастичној телевизијској серији Торчвуд који је тумачила Арлин Тур. Она је представљена као један од петоро нових главних ликова који су се придружили Торчвуду у четвртом серијалу, познатом као Дан чуда (2011), снимљеном у копродукцији између британске мреже BBC One и њених америчких финансијера са америчке премијум телевизијске мреже Starz. Турова се појавила у првих пет од укупно десет епизода и потписивана је као „посебна гостујућа улога”.
Прича у Дану чуда описује ефекте догађаја који је зауставио поступак смрти широм света, што значи да тешко рањени остају живи. Као хирушкиња, Вера је била међу првима који су схватили значај догађаја и пратећих последица. Њен морал и професионализам стављају је у сукоб са све неспособнијим медицинским системом и променом владиног законодавства. Након уласка у сексуалну везу са Рексом Матесоном, она се удружује са тимом Торчвуда. Међутим, прва тајна истрага ове групе била јој је и последња − жива је спаљена након неслагања са једним од посредника задужених за владин концентрациони логор.
У раним епизодама, лик пружа референтну тачку за гледаоце у погледу ефеката људи који би требало да буду мртви, а не да умиру. Да би се припремила за улогу, Турова је провела време у болничком одељењу хитне помоћи и пратила професионалне лекаре. Неки критичари су сматрали да је улога њеног лика омогућила публици да се више повеже са кризом, а други су тврдили да јој није дато довољно времена да се развије. Одговор на насилну смрт лика био је помешан; неки су хвалили све мрачнију промену, док су други сматрали да је превише подсећа на Холокауст за једну ТВ драму. Намера сценариста у писању њене смрти била је да подсете публику да је жестока људска окрутност могућа у људском друштву.

## Појављивања
Вера се први пут појављује у епизоди „Нови свет”, када је позвана да лечи Рекса Матесона (Мекај Фајфер) који је металним штапом прободен кроз груди. Вера преноси вест да је Рекс преживео његовој колегиници Естер (Алекса Хејвинс) уз вест да нико није преминуо у последња 24 сата, што потврђује и извештајима из других болница. У епизоди „Rendition” Вера схвата да болнице не могу да се изборе са бројем пацијената и предлаже да се превазиђе ортодоксни систем тријаже, тако да се после „Дана чуда” прво лече они са лакшим болестима. Касније се придружује низу медицинских панела; она је ангажовала помоћ једног да пружи Рексу упутства за припрему хитне EDTA киселине, која када се користи као хелатни агенс спасава живот отрованом и сада смртном Џеку Харкнесу (Џон Бароуман). Епизода „Глуво доба ноћи” означава почетак сексуалне везе између Рекса и Вере, а касније је она ангажована да помогне убацивању Торчвуда на скуп у Фикорпу. За разлику од посматрача, згрожена је борбом за популарност између Освалда Дејнса и противничког портпарола која се одвија у кругу њене болнице. У епизоди „Категорије живота”, када су медицински панели у Вашингтону напуштени у светлу новог система категоризације живота, Вера се удружује са тимом Торчвуда који се сада налази у Лос Анђелесу. Она је отишла на тајни задатак као инспекторка владиног логора у Сан Педру против Рексове воље. Запрепаштена нехуманим условима и ниским мерилима управљања, она говори управнику логора Колину Малонију (Марк Вен) да жели да га кривично гони. Малони два пута пуца у Хуарезову и одводи је у „модул” унутар логора. Откривено је да је ово огромна пећ која се користи за сагоревање вишка још увек живих људи; Вера је спаљена док је ужаснути Рекс посматрао.

## Концепт и развој
Арлин Тур је била прва чланица нове глумачке екипе за серијал који је потврђена у новембру 2010. године. Њен лик је касније описан у саопштењу за штампу као „паметан, брз на језику и вредан”, али и „секси, самоуверен и страствен”. Да би се припремила за улогу хирушкиње, Турова је морала да се упозна са медицинском терминологијом, док јој је продукцијска екипа омогућила да посети хитну службу и пружила јој прилику да прати рад једног доктора. Вера је уведена у причу усред онога што је за њу „прилично нормалан дан”, пре него што се ситуација нарочито заоштрила током „Дана чуда”. Како је Турова објаснила пре премијере серијала, њен лик је преокупиран борбом „да научи како се носи са овом ситуацијом”, као и да сачува сопствени здрав разум: њено медицинско образовање „више није релевантно”. Њено хируршко и искуство у хитној медицини доводи до тога да постане саветник у државним радним групама формираним ради процене кризе.
Однос између Рекса и Вере примећен је у саопштењу за медије, где се наводи да су животи ова два лика постали „нераскидиво испреплетани” због „Дана чуда”. У почетку, Вера је повезана са Рексом као његов контакт за ублажавање болова након што је преживео тешку несрећу. Турова је објаснила да, када Рекс у каснијој епизоди повери своје мисли Вери, обе стране показују своје слабости, што постаје основа за њихов однос. Сценаристкиња серијала Џејн Еспенсон – која је написала епизоду „Глуво доба ноћи” у којој ликови започињу сексуални однос – сматрала је да су они „двоје исцрпљених људи који се спајају због нечега што је готово елементарно као гравитација”. Арлин Тур је то елаборирала наводећи да у временима кризе људи траже „емоционално испуњење због страха и несигурности”. Мекај Фајфер је приметио да је њихова веза потпуно условљена околностима, истичући да Рекс не би имао прилику да успостави везу са Вером без „Дана чуда”. Турова је приметила да „нема превише темеља на којима је изграђен овај однос”, али да „постоји нешто што је процветало упркос хаосу”.
Верина улога у државним медицинским комисијама завршила се доношењем „моралне одлуке од огромног значаја”. У ретроспективи епизоде „Категорије живота“, коју је она написала, Еспенсонова је приметила да је уводна сцена успоставила Веру као главни фокус епизоде, а њен лук води причу од почетка до краја. Како Еспенсонова наводи, Верина трансформација је од доктора који учествује у медицинским дискусијама до „крсташа против редефиниције живота и смрти”. Дописница блога io9, Чарли Џејн Андерс, прокоментарисала је да сценарио разоткрива „људску сујету” лика на начин карактеристичан за Еспенсонову, показујући је „превише поносном да би крила своја осећања”. Еспенсонова је сматрала да је сцена смрти – у којој је Вера жива спаљена у ономе што је идентификовано као концентрациони логор – истовремено „ужасна и болна смрт по сопственим условима”, али такође треба да евоцира „највећи ужас савременог човечанства”.

## Пријем
Алекс Залбен са веб-сајта MTV.com приметио је да је од нових ликова уведених у прве три епизоде четвртог серијала, Вера „најбоље представљена”, истичући да има највише тога да ради. Дејв Голдер из SFX-а похвалио је секвенце у раним епизодама серије у којима Вера одговара на текућу здравствену кризу, наводећи у прегледу четврте епизоде да је она она „главна фокусна тачка за застрашујуће последице Дана чуда” и да преко ње добијамо „мање теоријских расправа” и „више стварних доказа на екрану”. Осврћући се на Верину смрт, Голдер је изјавио да је она била „најбољи лик у серијалу, а сада је гомила пепела”. Док је признао да је убиство снажног лика појачало ефекат њене смрти, изразио је забринутост да ће „остатак серијала патити због њеног одсуства”. Ден Мартин из The Guardian-а сматра да је смрт лика у епизоди „Категорије живота” означила да је серијал достигао свој потенцијал, описујући крај епизоде као „брутално шокантну сцену” која је била део „разарајућег врхунца”. Ипак, Мартин је нагласио да је публика тек почела да заволи Веру јер није имала значајније присуство у серији, назвавши је „рекордером по најкраћем периоду преживљавања као члана Торчвуд тима”. Чарли Џејн Андерс са блога io9 оценила је Верину смрт као „сцену готово неподношљивог ужаса, прожету иронијом”, похваливши контраст између Освалдовог „лудачког излагања да је ово трансформација налик преласку са животиња на људе пре 50.000 година” и Верине судбине која показује „да смо сви осуђени на сагоревање”. У ретроспективи серијала у целини, Морган Џефри са веб-сајта Digital Spy похвалио је Верину глуму, истичући да је „Арлин Тур била сјајна у улози”, док је њена насилна смрт дала „сјајан импулс наредним епизодама”.
Коментаторка AfterElton-а Хедер Хоган примећује да је сцена Верине смрти „успела да шокира већину публике”; иако је унапред знала за њену смрт, гледала је „сасвим занемела”. Хоганова је нагласила да је „једна од најјезивијих” ствари у вези са Верином смрћу то што „подсећа на ужасна сећања на нацистичке пећи коришћене током Холокауста”. Сценаристкиња Џејн Еспенсон примила је притужбе да је серијал погрешно упућивао на нацизам. Одговарајући на ове критике, Еспенсонова је изјавила да верује да би било горе за сценаристе и публику да „забораве да је човечанство способно” за такве поступке. Сама смрт Вере је изазвала расправу између Хоганове и уредника AfterElton-а, Мајкла Џенсена. Он је сматрао да је сцена превише мрачна, чак и за серију попут Торчвуда. Хоганова је закључила да, иако ће је сцена прогонити, није се осећала као жртва и верује да је сцена омогућила публици да „схвати колики су улози у овој игри коју Торчвуд игра”.